# Irma Issakadze
Irma Issakadze (auch Irma Issakadse; georgisch ირმა ისაკაძე; * 1976 in Tiflis, Georgien) ist eine georgische Pianistin, die seit 1990 in Deutschland lebt.
Ihr Vater war der Cellist Eldar Issakadze. Ihre Tante war die Geigerin Liana Issakadse.

## Leben und Wirken
Irma Issakadze erhielt den ersten Klavierunterricht von ihrer Mutter. Mit neun Jahren hatte sie mit dem ersten Klavierkonzert von Ludwig van Beethoven begleitet vom Georgischen Staats-Symphonieorchester ihr Debüt.
Von dem Pianisten Ludwig Hoffmann wurde sie mit 14 Jahren als Protegé an die Musikhochschule München aufgenommen. Er hat sie viele Jahre unterrichtet und gefördert.
Von 1996 bis 2003 studierte sie in der Solistenklasse bei dem russischen Pianisten Wladimir Krainew an der Musikhochschule Hannover.
Issakadze arbeitete mit Natalia Gutman und Daniil Schafran als Kammermusikerin zusammen. Sie trat 2004  auf dem Mozart Festival Lille auf und bei dem Internationalen Musikfestival Dietzenbach.
Konzertreisen führten sie als Solistin nach Deutschland, Georgien, Italien, Spanien, Frankreich, die Schweiz und die USA.

## Veröffentlichungen
Die Veröffentlichung der Goldberg-Variationen (2008) führten zu ihrem internationalen Durchbruch (bei Oehms Classics).
2011 folgte die Einspielung der 6 Partiten von J. S. Bach in Kooperation mit dem Bayerischen Rundfunk.